# Manuel Roxas
Manuel Roxas y Acuña (Cápiz, 1 de enero de 1892-Pampanga, 15 de abril de 1948) fue el quinto presidente de Filipinas y el primer presidente del país al conseguir su independencia de Estados Unidos.

## Biografía
Nació el 12 de enero de 1892 en la ciudad de Cápiz, hoy renombrada Roxas, en su honor. Sus padres fueron Gerardo Roxas y Rosario Acuña. 
Manuel Roxas, arriquinó y finalizó sus estudios medios en la escuela Manila High School en 1909 y obtuvo su título de abogado en la Universidad de Filipinas en 1913.
En 1921 contrajo matrimonio con Trinidad de Leon, con quien tuvo dos hijos: Ruby R. Roxas y Gerardo Roxas, que llegó al Senado de la República.

## Actividad política

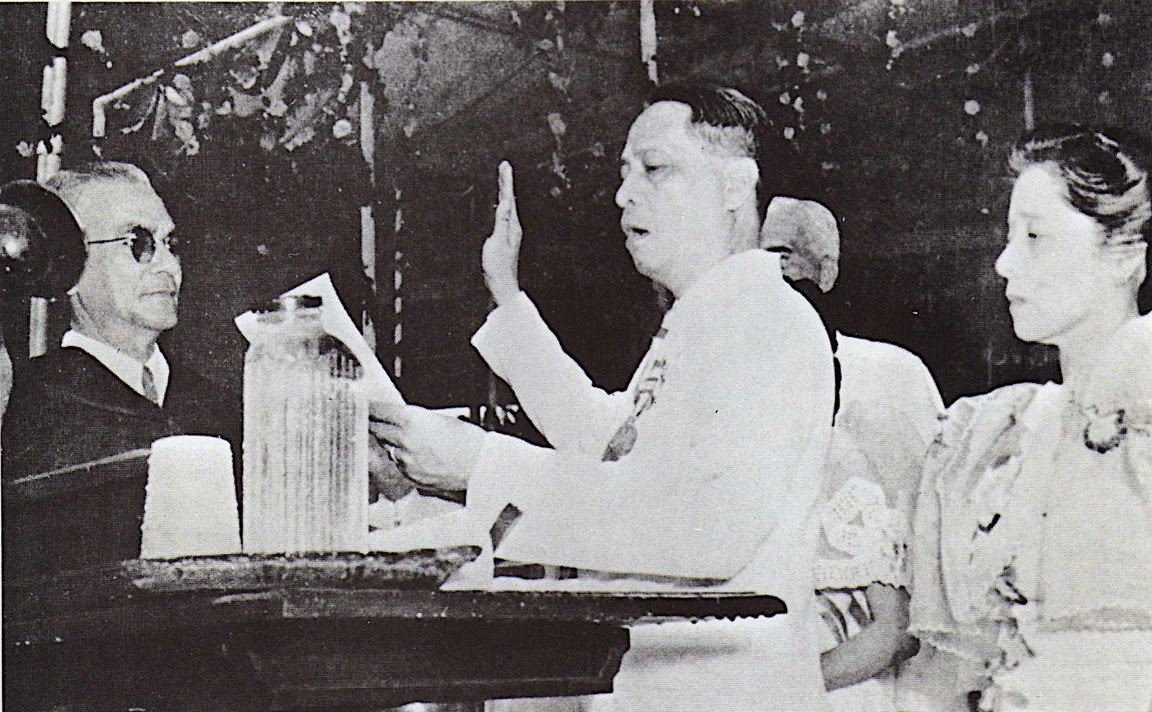
Asunción de Manuel Roxas en 1946.

Fue presidente del Partido Nacionalista Filipino y el secretario de Manuel L. Quezon, quien fuera presidente de la Mancomunidad de Filipinas de 1938 a 1941. En 1941 fue encarcelado por las tropas japonesas que ocuparon el país, por su colaboración con el general Douglas MacArthur. 
Durante la Segunda República, fue Ministro de Expediente del Gobierno de José P. Laurel, razón por la cual, años más tarde, fue acusado de colaborador con los invasores japoneses; fue juzgado y exonerado de los cargos. 
Ejerció el cargo de presidente del Senado, desde el 9 de julio de 1945 hasta el 25 de mayo de 1946. Manuel Roxas fue elegido primer Presidente de la Tercera República Filipina, tras la declaración de independencia en 1946. Obtuvo el 54 % de los votos en las elecciones presidenciales del 23 de abril de 1946.
Asumió su cargo el 4 de julio de 1946, a los 56 años de edad.
Falleció el 15 de abril de 1948 en Pampanga.

## Multimedia
- Registro fílmico del discurso por la declaración de la independencia en 1946.

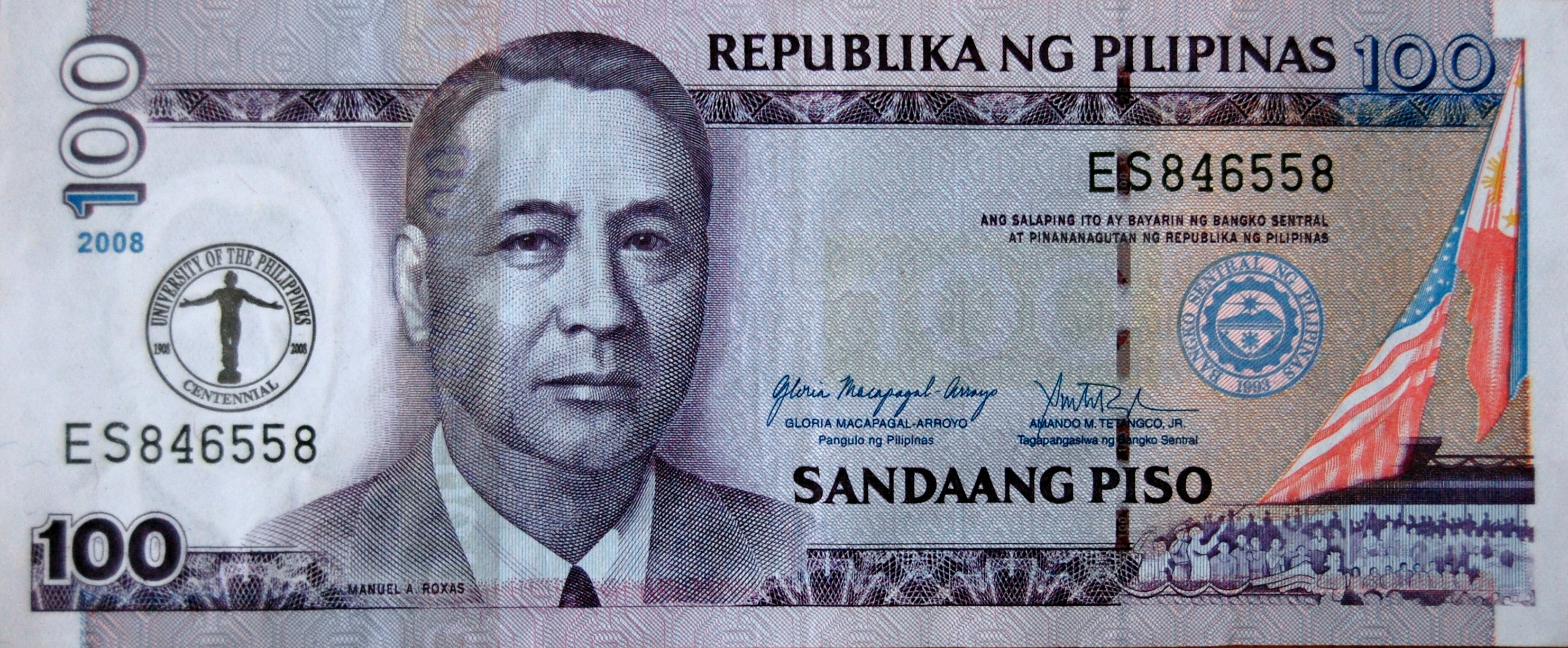
Manuel Roxas es homenajeado en el billete de 100 pesos filipinos.
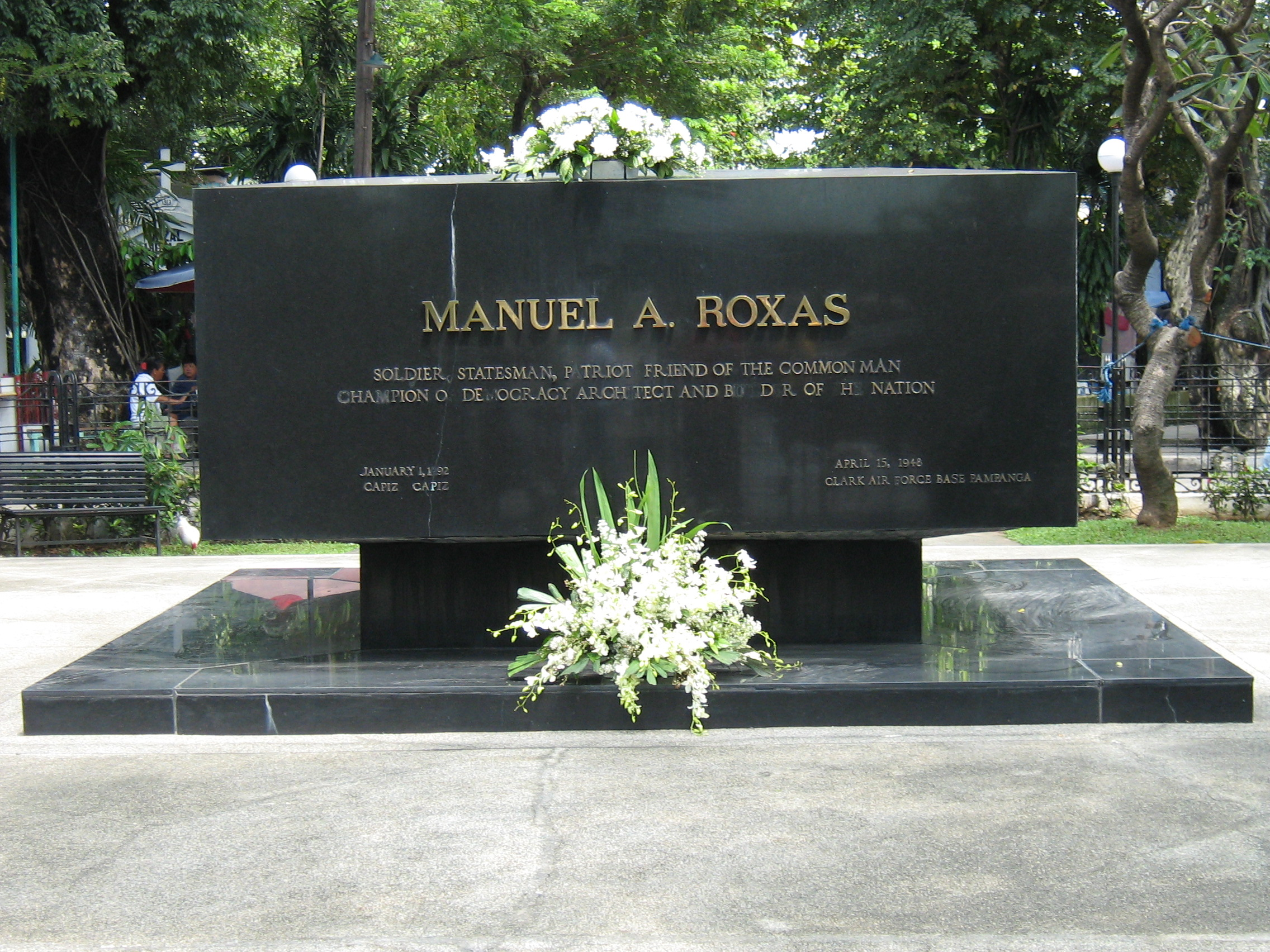
Tumba de Manuel Roxas en el cementerio de Manila.